# 乐坝站
乐坝站是位于四川省巴中市南江县乐坝镇的一个铁路车站，邮政编码636628。车站建于1993年，有广巴铁路经过该站，现仅办货运业务，不办理客运业务。车站距离广元南站107公里，隶属成都铁路局，是三等站。